# Paul Abadie
Paul Abadie   (antic 4t districte de París, 9 de novembre de 1812 - Chatou, 2 d'agost de 1884) va ser un arquitecte francès adscrit al corrent medievalista. El seu pare també era arquitecte i també es deia Paul Abadie.
Paul Abadie fill va ser segon inspector en la restauració la Catedral de Notre Dame i membre de l'Acadèmia Francesa de Belles arts.

## Obra
En 1874 va guanyar el concurs per a la Basílica del Sagrat Cor de Montmartre (París), para la cúpula del qual es va inspirar en la romànica de Catedral de Saint-Front a Périgueux, que ell mateix havia restaurat i reconstruït en bona part.
Va fer diverses intervencions a Bordeus entre les quals sobresurt la reconstrucció de l'emblemàtica agulla neogòtica de l'església de Sant Miquel.